# Jules Bache
Jules Semon Bache, né le 9 novembre 1861 à New York et mort le 24 mars 1944 Palm Beach en Floride, est un  banquier, collectionneur d'art et philanthrope américain.

## Biography
Julius Bache est né dans une famille juive, à New York. Son père Semon Bache (1826-1891), émigre aux États-Unis depuis sa ville natale de Nuremberg en Bavière, et s'installe à New York où il fonde une entreprise de fabrication de verre appelée Semon Bache & Company. Julius Bache commence à travailler en 1881 comme caissier chez Leopold Cahn & Co., une agence de change fondée par son oncle. En 1886,  il devient partenaire minoritaire et en 1892, il prend le contrôle complet de l’entreprise qu'il renomme J. S. Bache & Co. (en). Jules Bache transforme la société en l'une des grandes maisons de courtage aux États-Unis, devancée seulement par Merrill Lynch. Dans ce processus, il devient un homme  immensément riche. Il devient aussi un mécène des arts et un philanthrope.
Jules Bache était actionnaire d'un certain nombre de sociétés de premier plan et a siégé au conseil d'administration de plusieurs d'entre eux. Ses participations dans ces sociétés était abritées aux Bahamas, ce qui lui permettait de ne pas payer légalement certains impôts. Lors des enquêtes fédérales les années 1930 sur les causes du krach de 1929, cette évasion fiscale lui a été reproché publiquement. Bache affirmait au contraire que la fiscalité élevée était un obstacle à la croissance économique et a même publié une brochure intitulée Release business from the slavery of taxation (« Libérez les entreprises de l’esclavage de l’impôt »).
Bache avait des intérêts importants dans des sociétés minières canadiennes.  Actionnaire important de Dome Mines Limited, Bache en a été président de 1919 à 1942, et était président du conseil d'administration au moment de son décès. Lorsque la maison de courtage Dillon, Read & Co. achète l'entreprise automobile Dodge en 1923, Jules Bache acquiert par là une participation substantielle chez Chrysler.

## Collectionneur

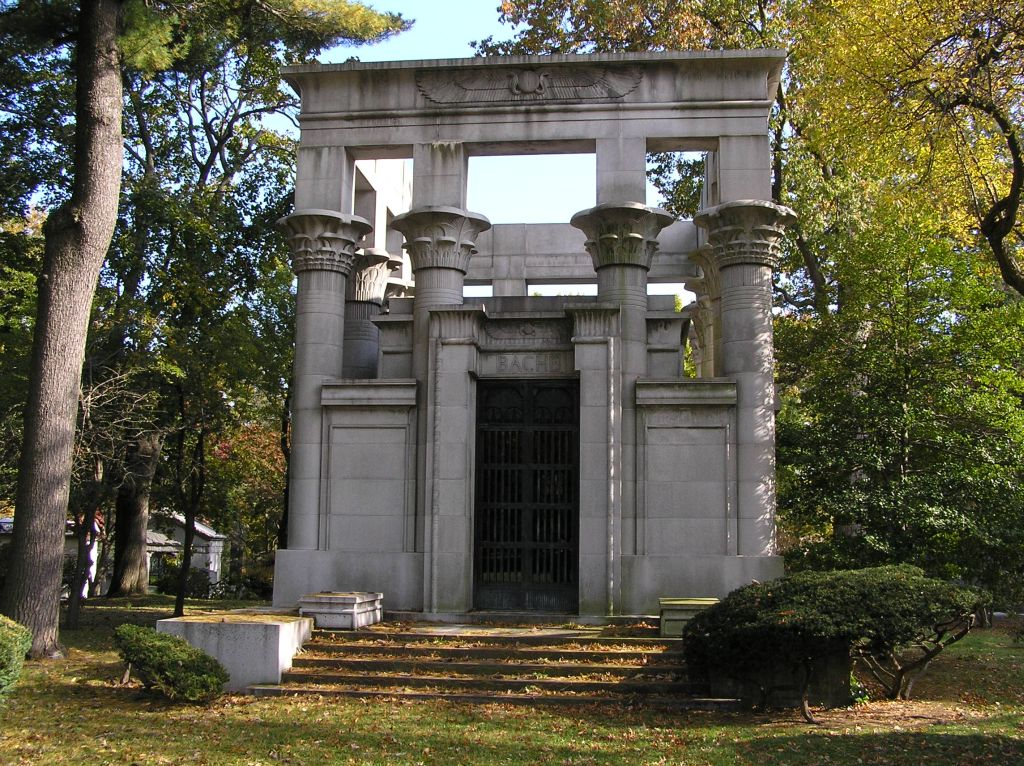
Le mausolée de Jules Bache.

Jules Bache se fait un nom par sa collection d'art. Il a retenu beaucoup l'attention de la presse en 1929 quand il a acheté le Portrait de Julien de Médicis , alors attribué à Raphaël. Il acquiert de nombreuses œuvres importantes, notamment de Rembrandt, Titien, Albrecht Dürer, Diego Vélasquez, Gérard David, Giovanni Bellini et Sandro Botticelli ou attribuées à ces auteurs. En 1937, il ouvre sa collection d'art au public, et en 1943 il fait don de certaines de ses œuvres au Detroit Institute of Arts. Bache était également un donateur important du département des arts décoratifs du Metropolitan Museum of Art. À sa mort, le reste de sa collection est donnée au Musée.
Jules Bache meurt en 1944 à Palm Beach  et est enterré au Cimetière de Woodlawn dans le Bronx , à New York. Son tombeau se veut une réplique du Kiosque de Trajan de Philæ.